# Osiedle Jana Zemełki
Osiedle Jana Zemełki – osiedle miasta Konina, należące do dzielnicy Przydziałki. Jest to osiedle domów jednorodzinnych. Na osiedlu znajdują się świątynie aż trzech wyznań: kościół rzymskokatolicki Miłosierdzia Bożego, zbór Chrześcijan Baptystów oraz Sala Królestwa Świadków Jehowy. 